# Ràdio 4
Pour les articles homonymes, voir Radio 4.
Ràdio 4 est une station de radio publique espagnole appartenant au groupe Radio Nacional de España. Au contraire des autres stations du groupe, qui sont destinées aux auditeurs du pays tout entier, Ràdio 4 cible les populations catalanophones. Son aire de diffusion est donc plus restreinte et se limite à la Généralité de Catalogne et à l'Andorre.
Créée en 1976, elle est intégrée au groupe RNE au moment de la dissolution du réseau Radiocadena Española en 1988, et devient une des composantes du réseau régional Radio 4 de RNE, qui est à son tour dissous en 1991. Seules deux stations de ce réseau sont épargnées : Radio 4 Sevilla (qui cessa ses émissions peu après l'Exposition universelle de 1992) et Ràdio 4 Barcelona.
Exclusivement diffusée en catalan, Ràdio 4 est aujourd'hui une station généraliste, accordant une place importante au divertissement, à la musique (mise en valeur de groupes locaux) et à l'information. Elle émet en modulation de fréquence (FM) et est diffusée par satellite en Europe et en Amérique (Astra 1, Hispasat), ainsi que sur internet via le site de Radio Nacional de España.

## Histoire
Le 13 décembre 1976, Ràdio 4 naît en pleine transition démocratique, sous l'impulsion de Rafael Ansón, alors directeur de la radio nationale espagnole. À la différence des autres stations de RNE (RNE-1, RNE-2 et RNE-3), Ràdio 4 diffuse uniquement en catalan, et est la première station publique et la seconde radio (après Radio Olot) à émettre dans cette langue depuis la fin de la Guerre civile. Le chef des programmes de la RNE en Catalogne à cette époque, Pere Nin Vilella, se fait l'un des plus ardents promoteurs de cette station, et participe à l'élaboration de la grille des programmes.
Au début de l'année 2006, la direction de la RTVE annonce un plan d'assainissement de l'entreprise publique, incluant notamment la fermeture de Ràdio 4. Enrique Martínez Robles, alors président de la Société d'État des participations industrielles (SEPI), la jugeait « d'un prix élevé pour les auditeurs espagnols et une des stations de radio les plus chères d'Europe. Sur 7,5 millions d'habitants en Catalogne, seuls 8500 personnes l'écoutent ; elle n'a quasiment aucune utilité, ni en matière de service public, ni en matière de cohésion du territoire ». Devant cette menace, les employés de la station organisèrent une grande campagne contre la fermeture annoncée, baptisée « Ràdio 4 és viva » (Ràdio 4 est vivante, en catalan). Auditeurs, syndicats et partis politiques se mobilisent à leur tour et une pétition recueille 26 136 signatures. Devant l'ampleur de la mobilisation, la direction de RTVE revient sur sa décision en 2007.

## Identité visuelle

### Logos
| 1988 - 1991 | 1991 - 2008 | 2008 - présent |
| ----------- | ----------- | -------------- |

## Diffusion

### Fréquences
- Collserola (100.8)
- Collsupina (104.7)
- Igualada (106.9)
- Montserrat (103.8)
- San Pere de Ribes (106.3)
- La Molina (90.8)
- Olot (106.6)
- Palafrugell (103.0)
- Rocacorba (106.2)
- Alpicat (87.9)
- Baqueira (93.3)
- Bossòst (102.3)
- Pont de Suert (104.9)
- Solsona (93.7)
- Soriguera (90.6)
- Viella (102.6)
- Montecaro (90.7)
- Mussara (88.8)
- Principat d'Andorra (106.0)

### Sources
- (ca) Cet article est partiellement ou en totalité issu de l’article de Wikipédia en catalan intitulé « Ràdio 4 » (voir la liste des auteurs).

- (es) Cet article est partiellement ou en totalité issu de l’article de Wikipédia en espagnol intitulé « Ràdio 4 » (voir la liste des auteurs).